# Darren Corstens
Darren Corstens (* 18. Oktober 1990 in Adelaide) ist ein australischer Eishockeyspieler, der seit 2022 bei Adelaide Avalanche in der Pacific Hockey League unter Vertrag steht.   

## Karriere
Darren Corstens begann seine Karriere als Eishockeyspieler in seiner Geburtsstadt Adelaide beim dortigen Erstligisten Adelaide Adrenaline. 2011 wechselte er nach Finnland in die II-divisioona, wo er bei Viikingit spielte. Bereits im April 2012 kehrte er nach Adelaide zurück, um im beginnenden australischen Winter wieder für seinen Stammverein zu spielen, für den er bis 2018 in der Australian Ice Hockey League spielte. Seit 2022 steht er in der neugegründeten Pacific Hockey League bei Adelaide Avalanche unter Vertrag. Daneben spielt er regelmäßig auch in der unterklassigen Ice Hockey South Australia Premier League, die er 2018 mit den Adelaide Blackhawks gewinnen konnte.

### International
Für Australien stand Corstens erstmals bei der Weltmeisterschaft der Division II 2013 im Aufgebot seines Landes und erzielte dabei beim 2–3 nach Penaltyschießen gegen Island einen und beim 3–1 gegen Belgien zwei Treffer. Auch 2013 spielte er in der Division II.

## Erfolge und Auszeichnungen
- 2018: Gewinn der Ice Hockey South Australia Premier League mit den Adelaide Blackhawks